# Canal N
Canal N é uma rede da televisão do Peru por cabo que começou a transmitir em 1999.